# Małdyty
Małdyty (Duits: Maldeuten) is een dorp in het Poolse woiwodschap Ermland-Mazurië, in het district Ostródzki. De plaats maakt deel uit van de gemeente Małdyty en telt 1410 inwoners.

## Verkeer en vervoer
- Station Małdyty